# Glacies perlinii
Glacies perlinii is een vlinder uit de familie spanners (Geometridae). De wetenschappelijke naam is voor het eerst geldig gepubliceerd in 1915 door Turati.
De soort komt voor in Europa.